# Eutanygaster brevipennis
Eutanygaster brevipennis là một loài tò vò trong họ Ichneumonidae.